# 赫拉徹角
73°52′S 114°12′W / 73.867°S 114.200°W
赫拉徹角（英語：Cape Herlacher）是南極洲的海岬，位於瑪麗伯德地，處於馬丁半島北端，在1947年1月根據美國海軍的空中照片被繪入地圖，現時由南極條約體系管理。